# Taquari (Leme)
Taquari é um bairro rural (área urbana isolada) do município brasileiro de Leme, que integra a Região Metropolitana de Piracicaba, no interior do estado de São Paulo.

## Geografia

### Demografia

#### População urbana
| Crescimento população urbana | Crescimento população urbana | Crescimento população urbana | Crescimento população urbana |
| Censo                        | Pop.                         |                              | %±                           |
| ---------------------------- | ---------------------------- | ---------------------------- | ---------------------------- |
| 1991                         | 311                          |                              | —                            |
| 2000                         | 361                          |                              | 16,1%                        |
| 2010                         | 309                          |                              | −14,4%                       |
| Fonte: IBGE e Fundação SEADE |                              |                              |                              |

Até o Censo 2010 (IBGE) Taquari era classificado pelo IBGE como área urbana isolada do distrito sede.

### Rodovias
O principal acesso é a estrada vicinal que liga o bairro à cidade de Leme.

## Serviços públicos

### Educação
- EMEB José Baldin[5]

### Saúde
- PSM Taquari[6]

### Saneamento
O serviço de abastecimento de água é feito pela Superintendência de Água e Esgotos da Cidade de Leme (SAECIL).

### Energia
A responsável pelo abastecimento de energia elétrica é a Neoenergia Elektro, antiga CESP.

## Religião
O Cristianismo se faz presente no bairro da seguinte forma:

### Igreja Católica
- A igreja faz parte da Diocese de Limeira[11].